# Henryk Reyman
Henryk Tomasz Reyman (28 luglio 1897 – 11 aprile 1963) è stato un calciatore polacco, di ruolo attaccante.

## Carriera

### Club
Ha giocato tutta la carriera nel campionato polacco.

### Nazionale
Con la nazionale ha preso parte alle Olimpiadi del 1924.

## Palmarès

### Club

#### Competizioni nazionali
- Campionato polacco: 2

Wisla Cracovia: 1927, 1928
- Coppa di Polonia: 1

Wisla Cracovia: 1925-1926